# Catedrala Sfânta Treime din Québec
Catedrala Sfânta Treime (în engleză Cathedral of the Holy Trinity, iar în franceză Cathédrale de la Sainte Trinité ) este catedrala diecezei anglicane din Québec. Este un loc de cult de stil neoclasic, primul de acest gen construit în Québec.

## Istoric
Dioceza a fost fondată în 1793, iar primul său episcop, Jacob Mountain, a supravegheat construcția catedralei care s-a desfășurat între anii 1800 și 1804. Drept modele au servit Biserica St Martin-in-the-Fields aflată în Trafalgar Square din Londra, respectiv Marylebone Chapel (acum cunoscută ca St. Peter, Vere St.).
Catedrala Sfânta Treime din Québec a fost consacrată (sfințită) la 28 august 1804, fiind prima catedrală anglicană construită în afara Insulelor Britanice.
Catedrala a fost recunoscută ca loc istoric din Canada în 1989.
Catedrala este situată la adresa: 31, rue des Jardins, în centrul vechi al orașului Québec.